# اللغة التجرية
اللغة التِجْرِية (بالحروف الجعزية ትግረ تِجرِ أو ትግሬ تِجري) هي إحدى اللغات الإفريقية الآسيوية من الفرع السامي وتجد أصلها في اللغة السبئية من جنوب شبه الجزيرة العربية أو الجعزية، الجئزية Ge'ez القديمة. يتحدث بها حوالي 11,000,000 شخص معظمهم في إرتريا.
كما تعرف أيضاً باسم التِقْرِي أو التِقْرَأيِتْ أو التِجْرَأيِتْ (الجيم معجم يُنطق مثل الجيم باللهجة المصرية والقاف مثل الكاف المنصوبة باللهجة المغربية أو القاف باللهجة السودانية)، وهي واحدة من اللغات الإريترية الرسمية التسع وتستخدم في المنخفضات الإريترية الشرقية والغربية والسواحل البحرية شمال مصوع وجزر دهلك الإرترية والمنطقة الشرقية في السودان وسط قبائل الحباب وقبائل الماريا وبني عامر.

## أصلها
تنتمي لغة الجعز أو الجئز التي تنبثق عنها اللغة التجرية إلى مجموعة اللغات السامية الجنوبية. وتعتبر سبأ موطن الجئز واحدة من أكبر أربع حضارات عاشت في جنوب شبه الجزيرة العربية في الفترة ما بين سنة 1100 – 1000 قبل الميلاد وانهارت قبل حوالي خمسة قرون قبل الميلاد بسبب الغزوات التي كانت تتعرض لها من جانب الفرس ومملكة حمير.
هاجر السبئيون بعد كارثة انهيار سد مأرب وما تلتها من موجة جفاف ومجاعات وشح في موارد المياه من ديارهم شمالًا إلى بلاد العرب وشرقاُ عبر البحر إلى أفريقيا الشرقية ومن بينها بلاد الحبشة حيث امتزجوا بالسكان الأصليين، ونمت من هذا التمازج حضارة أكسوم في المنطقة التي تعرف اليوم بإريتريا وشمال إثيوبيا. ومن بين ما جلبه معهم المهاجرون الوافدون من اليمن إلى تلك الجهات لغة سبأ التي عرفت في الحبشة باسم جعز أو جئز، نسبة إلى القبيلة التي كانت تتخاطب بها. اختفت اللغة الجئزية كلغة حية في حوالي سنة 1000 ميلادية ولكنها بقيت لغة طقوس دينية في الكنيسة الإثيوبية الأرثوذكسية. وتنتمي اللغة الجئزية شأنها شأن اللغة العربية إلى اللغات السامية الأخرى مثل اللغات الأكادية والكنعانية والعبرية والآرامية.
انحدرت من اللغة الجئزية اللغات الإريترية والإثيوبية: التجري، والتجرنيا في الشمال والتجراي والأمهرية، والهررية، والقراقية، والأرقوبية، والقافاتية (لغة مندثرة) في الجنوب. وهناك فرق واضح بين هذه اللغات ولكن تجمعها بعض السمات المشتركة نسبة لانتمائها إلى اللغة الجئزية وتعد لغة التجري الأقرب إلى لغة الجئز في كلماتها وتركيبها اللغوي من بين اللغات الأخرى خاصة الأمهرية والتجرينيا.

## علاقتها باللغة العربية
مع انتشار الإسلام بين الناطقين بلغة التجري في فجر الإسلام امتزجت التجري باللغة العربية. ونسبة لأصولها السامية وقرب منطقة التخاطب بها جغرافياً من شبه الجزيرة العربية، فقد حدث لها تمازجاً عميقاً مع اللغة العربية، حيث يعتبر حوالي الثلث من كلماتها ومفرداتها بأنه موروث من اللغة العربية.

## أهميتها الاجتماعية
يتحدث حوالي 65% من سكان ارتريا باللغة التجرية، ولعل أهميتها تكمن في أنها تعتبر لغة تواصل مشترك تستخدم للتواصل بين المجموعات الأريترية المختلفة في غرب إريتريا كقبائل بني عامر والرشايدة وغيرها من المجموعات المقيمة في المنطقة مثل السودانيين والنيجيريين كمجموعة الهوسا. ويتحدث بها كلغة ثانية أو أولى في بعض الحالات، جماعات مثل قبيلة اللبت،، إحدى فروع قبيلة بني عامر القاطنة في منطقة الحدود الأريترية السودانية.

## مشاكلها
عانى المتحدثون الأصليون باللغة التجرية من الكثير من عمليات الاضطهاد خلال الحكم الإثيوبي لإريتريا في ستينيات وسبعينيات وثمانينيات القرن الماضي لأن معظم أفراد الحركات المناوئة للوجود الإثيوبي في إريتريا كانوا ينتمون إليهم فضلاً عن نمط حياتهم الرعوي وتمسكهم بهويتهم الإسلامية وميولهم إلى القومية العربية، مما أدى إلى لجوء اعداد كبيرة منهم إلى السودان، ومع ذلك فإن هناك اعداد كبيرة من المثقفين الأريتريين الناطقين باللغة التجرية الذين أثروا الحياة السياسية والثقافية خاصة في مجال الآداب والفنون في إريتريا والسودان وعدد منهم من شتات دول المهجر مثل الولايات المتحدة وأستراليا والسويد وغيرها. من أبرز الشخصيات المتحدثة بلغة التجري حامد إدريس عواتي الذي يعتبر أب حروب التحرير الإريترية والمتوفى في عام 1962م

## اللهجات
‌توجد في اللغة التجرية أكثر من لهجة واحدة مثلها في ذلك مثل غيرها من الكثير من لغات العالم وتختلف لهجاتها من منطقة لأخرى وأهمها هي:
- لهجة أهل سمهر على الساحل الأريتري بالبحر الأحمر (والتي يكثر فيها إدخال الكلمات العربية واستخدامها).
- لهجة الحباب في النواحي الشرقية لإريتريا.
- لهجة كرن في الوسط.
- لهجة بركة في الشمال.
- لهجة الساحل الشرقي وحتى بركة وتخوم جبال التاكا (بالسودان) غربا ويكثر فيها استخدام كلمات من لغة البداويت أو البجاوية في السودان.
- لهجة جزر دهلك (التي تكثر فيها إدخال كلمات من اللهجة الدنكلية وبعض الكلمات من العربية وهي في الواقع مزيج من الدنكالية - وهي الأساس - مع كلمات التجرايت لدرجة أن البعض يعتبرها لغة مختلفة عن التجرايت والدنكالية معا ويطلق عليها اللغة الدهلكية.

غالباً ما يكون الاختلاف بين اللهجات في نطق مخارج حروف المفردات أو في تركيبة الجمل. فمثلاً حرف الدال في عبارة «مي تَحَديه إلِيْكا؟» بمعنى ماذا تريد، تقلب زاياً في بعض اللهجات وتصبح العبارة «مي تَحَزيه إلِيْكا؟» كما في لهجة كرن.

## مناطق التحدث بها
تقطن المجموعات التي تتحدث بالتجري بمختلف لهجاتها ولكناتها في الغرب الأريتري، كما يسكن بعضهم داخل حدود السودان وبشكل خاص في مناطق أنهار القاش وبركة وعنسبا وفي منطقة ساحل البحر الأحمر بين إريتريا وطوكر في السودان. ويدين السواد الأعظم منهم بالإسلام على المذهب السني، وينتمون إلى طائفة الختمية.

## الكتابة
لا تعرف اللغة التجرية أية أحرف هجائية تاريخية حتى الآن. وقد استخدمت الحكومة الإثيوبية الحروف الجئزية الأمهرية في كتابتها في الوثائق الرسمية.
والتي أدخلها إلى اللغة التجرية لأول مرة مبشرون سويديون لأغراض ترجمة الأنجيل.
ونظراً لارتباط اللغة الجئزية بالكنيسة الأرثوذكسية الإثيوبية، فإن الإريتريين الذين يدين معظمهم بالإسلام، يفضلون كتابة لغتهم بالحروف العربية التي يكتب بها القرآن الكريم، فضلاً عن أن أحرف اللغة الجئزية المستخدمة في اللغة الأمهرية، لا تتناسب مع المخارج الصوتية الطويلة للغة التجرية وهو عامل مهم فيها.
كان الحرف العربي يستخدم في كتابة اللغة التجرية بشكل رسمي إبان الحكم العثماني والمصري الخديوي والاستعمار الإيطالي لإريتريا. وكانت الرسائل تصل من مصوع إلى بورتسودان، وسواكن، وعقيق، فتقرأ بسهولة ويسر في إريتريا. وتستخدم الحروف العربية الموسعة كما هو الحال في لغات مثل الفارسية أو الكردية أو الأوردو
ومن تلك الحروف حرف ݢ الذي يرادف (G) اللاتينية وݕ (P) وڿ (ch) مخففة، كما في كلمة  ڿيوات بمعنى ملح أو بيڿ بمعنى بيض، والصاد الزفرية الحادة المشددة (ts) وترجمتها الصوتية العالمية هي s' كما في تصهاي  وتعني شمس.
تُكتب اللغة التجرية كذلك بالحروف الجئزية تماما مثل لغة التيجرنيا في إريتريا واللغة الأمهرية في إثيوبيا، وتصدر في إريتريا مجلة شهرية وجريدة شبه أسبوعية باللغة التجرية المكتوبة بحروف جئزية، كما تقدم برامج إذاعية في الراديو والتلفزيون الإريتري، وتستخدم لغة التجري كلغة للتعليم في المرحلة الابتدائية إلى جانب اللغات الإريترية الأخرى.
ويتحدث معظم الإريتريون اللغة العربية بلكنة تخلط بين اللهجة السودانية واللهجة اليمنية مع بعض المخارج المتصلة باللغة التجرية كتشديد حرف العين وقلب حرف الزاي إلى حرف الدال، كما في لفظ زيت الذي يصبح ديت .
وهناك اليوم محاولات من بعض الكُتاب الإريتريين لكتابة لغة التجري بالحروف العربية.
الحروف العربية العُثمانية
| الحرف | في أول الكلمة | في وسط الكلمة | في آخر الكلمة | الاسم         | الحروف التركية اللاتينية |  |
| ----- | ------------- | ------------- | ------------- | ------------- | ------------------------ |  |
| ا     | ا             | ا / ـا        | ا / ـا        | الف           | a, â                     |  |
| ء     | —             | —             | —             | همزة          |                          |  |
| ب     | بـ            | ـبـ           | ـب            | بي            | b, p                     |  |
| پ     | پـ            | ـپـ           | ـپ            | بي            | p                        |  |
| ت     | تـ            | ـتـ           | ـت            | تي            | t                        |  |
| ث     | ثـ            | ـثـ           | ـث            | ثي            | s                        |  |
| ج     | جـ            | ـجـ           | ـج            | جيم           | c, ç                     |  |
| چ     | چـ            | ـچـ           | ـچ            | çim           | ç                        |  |
| ح     | حـ            | ـحـ           | ـح            | حا            | ḥ                        |  |
| خ     | خـ            | ـخـ           | ـخ            | خي            | ẖ                        |  |
| د     | د             | ـد            | ـد            | دال           | d                        |  |
| ذ     | ذ             | ـذ            | ـذ            | دال (معجمة)   | z                        |  |
| ر     | ر             | ـر            | ـر            | ري            | r                        |  |
| ز     | ز             | ـز            | ـز            | زي            | z                        |  |
| ژ     | ژ             | ـژ            | ـژ            | جو            | j                        |  |
| س     | سـ            | ـسـ           | ـس            | سين           | s                        |  |
| ش     | شـ            | ـشـ           | ـش            | شين           | ş                        |  |
| ص     | صـ            | ـصـ           | ـص            | صاد           | ṣ                        |  |
| ض     | ضـ            | ـضـ           | ـض            | ضاد           | ż, ḍ                     |  |
| ط     | طـ            | ـطـ           | ـط            | طي            | ṭ                        |  |
| ظ     | ظـ            | ـظـ           | ـظ            | ظي            | ẓ                        |  |
| ع     | عـ            | ـعـ           | ـع            | عين           | ʿ                        |  |
| غ     | غـ            | ـغـ           | ـغ            | غين           | ġ                        |  |
| ف     | فـ            | ـفـ           | ـف            | في            | f                        |  |
| ق     | قـ            | ـقـ           | ـق            | قاف           | ḳ                        |  |
| ك     | كـ            | ـكـ           | ـك            | كاف           | k, g, ñ                  |  |
| گ     | گـ            | ـگـ           | ـگ            | جاف¹          | g                        |  |
| ڭ     | ڭـ            | ـڭـ           | ـڭ            | نيف صغير كاف، | ñ                        |  |
| ل     | لـ            | ـلـ           | ـل            | لام           | l                        |  |
| م     | مـ            | ـمـ           | ـم            | ميم           | m                        |  |
| ن     | نـ            | ـنـ           | ـن            | نون           | n                        |  |
| و     | و             | ـو            | ـو            | واو           | v, o, ô, ö, u, û, ü      |  |
| ه     | هـ            | ـهـ           | ـه            | هي            | h, e, a                  |  |
| لا    | لا            | ـلا           | ـلا           | لامالف        | lâ                       |  |
| ى     | يـ            | ـيـ           | ـي            | يي            | y, ı, i, î               |  |

## الصوتيات
يمكن توضيح الصوتيات في اللغة التجرية برموز الأبجدية الصوتية الدولية (IPA)، (أقواس IPA) وبالرموز الشائعة (وإن كانت ليست على نطاق عالمي) وسط اللغويين المهتمين باللغات الإثيوبية السامية. ويستخدم الرمز 'ā' لتوضيح حرف العلة الطويل / a: /، (Raz 1983). وهناك ثلاثة أحرف ساكنة هي، /p, p', x/ لا تظهر إلا في عدد قليل من الكلمات المستعارة، وبالتالي فهي تكتب بين قوسين. وكما هو الحال في اللغات الإثيوبية السامية الأخرى، فإن المعالجة الصوتية الخاصة بالحرف /ə/ مشكوك فيها، ومن الممكن التعامل معه بإضافة حركة في الوسط epenthesis لمنع التقاء أو تفريق تركيبات الحروف الساكنة.
مصوتات اللغة التجرية Tigre
|         |        | الشفوية | الأسنانية | الغارية  | الحلقية | الطبقية | الحنجرية |
| ------- | ------ | ------- | --------- | -------- | ------- | ------- | -------- |
| أنفي    | أنفي   | ‎m‏       | ‎n‏         |          |         |         |          |
| انفجاري | مهموس  | ‎(p)‏     | ‎t‏         | č ‎[tʃ]‏   | ‎k‏       |         | ‎ʔ‏        |
| انفجاري | مجهور  | ‎b‏       | ‎d‏         | ǧ ‎[dʒ]‏   | ‎ɡ‏       |         |          |
| انفجاري | زفري   | ‎(pʼ)‏    | ‎tʼ‏        | č' ‎[tʃʼ]‏ | ‎kʼ‏      |         |          |
| احتكاكي | مهموس  | ‎f‏       | ‎s‏         | š ‎[ʃ]‏    | ‎(x)‏     | ‎ħ‏       | ‎h‏        |
| احتكاكي | مجهور  |         | ‎z‏         | ž ‎[ʒ]‏    |         | ‎ʕ‏       |          |
| احتكاكي | زفري   |         | ‎sʼ‏        |          |         |         |          |
| تقريبي  | تقريبي |         | ‎l‏         | y ‎[j]‏    | ‎w‏       |         |          |
| زغردي   | زغردي  |         | ‎r‏         |          |         |         |          |

|       | أمامي | مركزي     | خلفي |
| ----- | ----- | --------- | ---- |
| مغلق  | ‎i‏     | ə ‎[ɨ]‏     | ‎u‏    |
| متوسط | ‎e‏     |           | ‎o‏    |
| مفتوح |       | a, ā ‎[a:]‏ |      |

لقد حافظت اللغة التجرية على اثنين من الحروف الجئزية البلعومية الساكنة. وتم المحافظة تقريباً على حروف العلة الجئزية باستثناء حرفي العلة الأقرب صوتياً إلى [ɐ] و[a]، ويبدو فيهما وكأنهما تطورا إلى زوج من الصوتيات التي لديها نفس النوعية ولكنهما يختلفان في الطول؛ [a] مقابل [:ɐ]، وهو التمييز الصوتي الأصلي حسب جودة النوعية في اللغة التجرية واللغة الأمهرية. وحرف العلة [ɐ] في اللغة التجرية، ويسمى تقليديا «حرف العلة من الدرجة الأولى»، هو نفس حرف ä، الأكثر شيوعاً في اللغويات السامية.
للترميز العربي طالع:
مراجع الأبجدية الصوتية الدولية العربية

## مفردات اللغة التجرية
ترتبط لغة التجري بصلة قوية مع لغات التجرينيا والتجراي واللغة العربية وتحتوي على العديد من مصطلحات هذه الأخيرة كما تأثرت بتركيباتها النحوية ومخارجها اللغوية.
جدول يقارن بين بضعة مفردات اللغة التجرية مع اللغتين: التجرينيا والأمهرية مع ما يرادفها من اللغة العربية.
| التجري | التجرينيا | الأمهرية | العربية    |
| ------ | --------- | -------- | ---------- |
| هِتُو    | نسو       | إسّوُ      | هُوَ         |
| رأسُو   | رأسُو      | راسوُ     | رأسه       |
| حَكُومَتْ  | مِنْغِسْتِي    | مِنْغِسْتْ    | حَكُومَة      |
| أُمْكَا   | أدّيخَا     | إنّاتِهْ    | أُمُكَ        |
| عَسْكَري  | وتّادَرْ     | وَتّادَرْ    | عَسكَريّ      |
| سَلَادِي  | سُولْدِي     | غَنزيبْ    | نقود       |
| مَالْ    | غَنزبْ      | غَنزيبْ    | مال، أموال |
| سما    | سماي      | سماي     | سماء       |
| عن     | عيني      | آين      | عين        |

## بعض الملاحظات النحوية في اللغة التجرية
بالرغم من أن اللغة التجرية سامية إلا أنه يلاحظ وجود للفعل «يكون» ولكنه يأتي متصلاً بالاسم، فمثلاً:
إلّي أُناستو : هذا رجل.
لفظ أُناسْ (بضم الهمزة) يرادف لفظ رجل، وكلمة تُو  المضافة إليه هي فعل يكون، ويتغير الفعل بتغير الاسم من حيث الجمع والتأنيث أو التذكير وذلك على النحو التالي:
أُناستو، رجل
إسِيتّا ، امرأة
سَبتومْ، ناس
ويمكن القول: هِتُو اِناسْ تُو، أي هو رجل وهِتا اسِّيتا أي هي امرأة
أما أداة التعريف «الـ»، فهي في اللغة التجرية (لام مفتوحة) لـَ، ولا تتغير بتغير حالة الاسم من جمع أو تذكير أو تأنيث. مثال:
وَلَتْ : بنت،
لَوَلَتْ : البنت،
أوالِد : بنات،
لأَوَالِد : البنات
بيت: بيت - دار أو منزل
وبالنسبة لأداة النكرة، فهي أُوُرُو (للمذكر)، وحَتِيه(للمؤنث)، فمثلاً:
رجل واحد: أُورو أُناسْ، أوروت إناس  (في بعض اللهجات).
امرأة واحدة: حَتِي إسِيتْ
وصيغة الجمع في اللغة التجرية كقاعدة عامة هي التاء للمذكر والمؤنث وتضاف في آخر الاسم. فمثلاً:
بيت ، وهو البيت أو الدار أو المنزل، يكون جمعه في اللغة التجرية أبيات بمعنى بيوت أو أبيات أو بيوتات.
وأما الاستثناء فيشمل العديد من الأسماء وتختلف الصيغة من اسم لآخر فمثلاً:
أدِگـ  ويعني حمار، وجمعه هو أدُوگـ، حمير
كَبِدْ : بطن، جمعها أكْباد أي بطون، وكذلك تجمع على أكبود، حسب بعض مجموعات التجري المنتشرة في إريتريا والسودان.
وَلَتْ: بنت وتجمع بصيغة أوالِد بمعنى بنات.
ولا يوجد في اللغة التجرية صيغة المثنى بل يضاف العدد اثنين (كُلؤُوتْ) لتمييز الاسمين الاثنين مذكراً كان أو مؤنثاً، فيقال: كُلئ أَسيت أي اثنين نساء (إمرأتان)
الضمائر المنفصلة:
أنا:  آنا
أنت: إنْتا
أنتِ: إنْتِي
نحن: حِنا
أنتم: إنْتُم
هو: هِتُو
هي: هِتا
هم: هِتُومْ
هن: هِتَن
ضمائر الملكية (ضمائر متصلة مع الاسم):
تكون صيغة الملكية بإضافة حرف الياء مشددة إلى الاسم في حالة ضمير المتكلم المفرد، والواو لملكية ضمير الغائب المذكر والألف لضمير الغائب المؤنث والواو والميم لضمير الغائب جمع المذكر الواو والنون لضمير الغائب جمع المؤنث، والكاف المنصوبة بالفتحة إلى ضمير المخاطب المذكر والمكسورة بالكسرة إلى ضمير المخاطب المؤنث، والمرفوعة بالضمة إلى ضمير المخاطب جمع المذكر، والنون المجزومة إلى جمع المؤنث على النحو التالي:
كتابي: كِتابْيّه
كتابك: كِتابْكا
كتابكِ:  كِتابْكي
كتابنا: كِتابْنا  (تسكين الباء وتشديد النون)
كتابه: كِتابو
كتابها: كِتابا
كتابهم: كتابوم
كتابهن: كتابن
كتابكم: كِتابْكم
كتابكن: كِتابْكن
كتابهم: كِتابْوم
كتابهن: كِتابْهين
حرف النفي وحرف النداء:
ومن الملاحظات النحوية المهمة في اللغة التجرية هي عدم وجود إداة نفي مستقلة كغيرها في اللغات الجئزية، ويتم النفي بإضافة حرف الهمزة إ الممدودة بالكسرة إلى الفعل. فمثلاً أي - بَلْعَا، بمعنى لم يأكلأ، أو أي- بَلَّع بمعنى لا يأكل وكذلك الحال في صيغة الجمع، فمثلاً، أي- نِحَزّيه، لا نريد. وإذا كانت هناك ضرورة لاستخدام لا النافية أو الناهية، فتستخدم لا العربية.
أما حرف النداء فهو  نَعَا بمعنى تعال.

## مستقبل اللغة التجرية
بالرغم من أن اللغة التجرية لغة غنية في تراثها الثقافي والحضاري وارتباطها بأكثر من لغة كاللغة العربية والتجرينية والأمهرية والجعزية والإيطالية في وقت لاحق، مما يكسبها ثراء أكثر في مفرادتها وفي بنياتها، إلا أنها ولأسباب سياسية واجتماعية تواجه العديد من المشاكل. فهناك التنافس القوي من جانب لغات أخرى كالتجرينية (اللغة الغالبة في إريتريا) واللغة العربية بحكم قدسيتها الدينية ولكون المتحدثين بلغة التيجري مسلمون في غالبيتهم العظمى. ولقد عانت مناطق المتحدثين بها من توترات سياسية وحروب أهلية. فقد عمدت الحكومة الإثيوبية إبان حكمها لإريتريا بإهمال اللغات الإريترية وفرض اللغة الأمهرية (اللغة الرسمية في اثيويبا) على المؤسسات التعليمية والتربوية على مختلف مراحلها وعلى الدوواين الرسمية، كما أن هجرة الأدمغة والفئآت المتعلمة الإريترية إلى الخارج أدى إلى تراجع اللغة التجرية من حيث تطويرها في بيئتها الاجتماعية والثقافية. ومع ذلك ظلت لغة التجري كلغة محكية حيّة في الوسط العائلي والاجتماعي للمتحدثين بها. فهناك العديد من الحكم الأمثال الشعبية الأغاني والقصائد الغنائية المنتشرة لدى الناطقين بها.
من الأمثال الشعبية التجرية: گـيس إٍييتيبَلّو، كًمْ گـايسْ وِدَيّو. ومعناها: لا تقل له انصرف بل تعامل معه كالمنصرف، وتقال عند محاولة التخلص من شخص ثقيل الظل.
ومن الأغاني الشعبية التجرية:
أنا لُبْيي بـگـورا أنا لُبْيي بــگـورا
أرأُونيتا حَسَبْكُم وإي-قَدِّرْ حَقُووها
بادي بادي لِبْلُوني كُمّا مَالوُمْ أبْديكٌو
آنا بادي أي-آنا كُمّا فَتَوْني فَتَيكُو
ويمكن ترجمتها إلى اللغة العربية على النحو التالي:
قلبي معها أنا قلبي معها
دعوني من فضلكم، أراها
فأنا لست قادر على العيش سواها
يعيّروني بالجنون والضياع
لكأني أضعت لهم متاع
أنا لست بتائه أو مجنون
بل محبوب متيّم بمن أحب مفتون
وهناك مفردات عربية عديدة دخلت إلى اللغة التجرية من خلال الأدب السياسي أو العبادات الدينية أو بسبب انتماء اللغتين إلى أصل واحد ومن تلك المفردات: دولت (دولة)، لب (قلب) كير (خير) إيكون (لا يكون، أي لا) حليب (الحليب، لبن) روب (رائب) بلع (بلع أو أكل)، سعا (سعى أو ركض) مراد (المراد أو المبتغى)، أنف (الأنف)، كرب (الكرب، البلاء) فرس (الفرس)، قارورا (القارورة، الزجاجة)، كلباي (الكلب)، قيامت (يوم القيامة)، ربي (الرب، الإله)، جنت (الجنة)، صلات (الصلاة)، مسجد (مسجد، جامع)، عداب (عذاب)، جمعت (الجمعة)، بكِيت (بخيت)، ساعت (ساعة)، طلمت (ظلمة، ظلام)، عَبي (كبير، عبء) أفو (فاه، فم)، إناس (رجل، إنسان)، صبُر (الصبر) سمى (السماء)، دم (الدم)، شاهي (الشاي) سكر (السكر) مِن (مَن؟) آنا (أنا)، أكَانْ (مكان)، وَدْ (ولد، ابن)، وإنتا (أنت)، بكا (بكى) دُنْيا (الدنيا)، مِن-آدم، أو بِنْ-آدُمْ (ابن آدُمْ، إنسان) شوم (الشوم، الزعيم)، جمهوريت (جمهورية) حكومت (حكومة)سياست (السياسة) كُتُب (الكتب) كَفُو (كيف) قانون (قانون) حكم (الحكم) محكمت (محكمة) قادي (قاضي)، حكيم (طبيب)، موت (موت)، جِنا (ولد، جنين)، أجَلْ (أجل - مصير)، فلان (فلان)، ماي (ماء)، كِتِبْ (أكتب)، قِرِأْ (أقرأ) ورقت (ورقة)، تَقَدِّر (تستطيع، تقدر).
يقول شاعر أريتري مجهول في هجو «مخبر» للعدو قتله ثوار إريتريون في الستينيات من القرن الماضي:
صلاتو مِنْ صلى
كُمَا هُوبَأيْ گلا
جُوگرْ كَرَأبُكَا 
تَسَنَيْ وَهَيْكُوتَا 
تَلاَفِينْكُمْ مُوتَا 
ويمكن ترجمتها على النحو التالي:
أدى طقوسه وصلى
فإنقلع كالغراب وهوى
تباً لك أيها القميء
تسني وهيكوتا
تلفونكم يُحسَب مع الموتى
- (تسني وهيكوتا: بلدتان في غرب إريتريا)

أما تأثير اللغات الأوروبية كالإيطالية والإنجليزية فهو يعود إلى الاحتلال الغربي لإريتريا. معظم المفردات التي دخلت لغة التجري هي أسماء لأدوات أو آلات، ومن تلك المفردات: أوتوبيس autobus (حافلة)، بشكليتا bicicletta (دراجة) كرارماتا carro armato (عربة مصفحة)، متريشي mitragliatrice (مدفع رشاش)، أوتيستا autista (سائق)، بمبيري pompieri (عربة إطفاء) باني pane (رغيف)، بانانا banana (موز) البرجو albergo (فندق)، تيستا testa (تجربة)، كرفاتت cravatta (ربطة عنق)، جورنال giornale (صحيفة)، جيرا giro (دورة)، باتينتا patenta (رخصة)، ديجا diga (سد)، جاردين giardino (حديقة، بستان)، بابور vapore (قطار بخار)، بومبت Pompa (مضخة ماء)، سكاربا scarpe (حذاء)، فيوري fiore(زهرة)، كشينت cucina (مطبخ)، بندورت pomodori (طماطم)، دجانا dogane (جمارك)، فيرما firma (إمضاء).

## وصلات خارجية
- http://www.people.vcu.edu/~gasmerom/Eritrean_languages/tigre/
- http://www.deqebat.com/pdf006/Tigre_Eritreanorigin_01.pdf
- http://modaina.com/arabic/